# Большеолыпское (сельское поселение)
Большеолыпское — упразднённое муниципальное образование со статусом сельского поселения в Кезском районе Удмуртии Российской Федерации.
Административный центр — деревня Большой Олып.
Законом Удмуртской Республики от 26 апреля 2021 года № 29-РЗ к 9 мая 2021 года упразднено в связи с преобразованием муниципального района в муниципальный округ.

## История
Статус и границы сельского поселения установлены Законом Удмуртской Республики от 19 ноября 2004 года № 66-РЗ «Об установлении границ муниципальных образований и наделении соответствующим статусом муниципальных образований на территории Кезского района Удмуртской Республики».

## Население
| 2010 | 2012 | 2013 | 2014 | 2015 | 2016 | 2017 |
| ---- | ---- | ---- | ---- | ---- | ---- | ---- |
| 1022 | ↘995 | ↘958 | ↘938 | ↘895 | ↘874 | ↘846 |
| 2018 | 2019 | 2020 |      |      |      |      |
| ↘833 | ↘825 | ↘788 |      |      |      |      |

## Состав сельского поселения
| №  | Населённый пункт | Тип населённого пункта          | Население |
| -- | ---------------- | ------------------------------- | --------- |
| 1  | Александрово     | село                            | ↘264      |
| 2  | Большой Олып     | деревня, административный центр | ↘202      |
| 3  | Верхняя Дырпа    | деревня                         | ↗31       |
| 4  | Дырпа            | деревня                         | ↘181      |
| 5  | Ковалево         | деревня                         | →39       |
| 6  | Лып-Булатово     | деревня                         | ↗163      |
| 7  | Малый Олып       | деревня                         | ↗26       |
| 8  | Новый Пажман     | деревня                         | ↘63       |
| 9  | Старый Пажман    | деревня                         | ↘18       |
| 10 | Ярунь            | деревня                         | ↗8        |